# Championnats d'Irlande de cyclo-cross
Les championnats d'Irlande de cyclo-cross sont des compétitions de cyclo-cross organisées annuellement afin de décerner les titres de champion d'Irlande de cyclo-cross.
Les premiers championnats ont été disputés en 1991. Robin Seymour détient le record de victoires chez les hommes avec 18 titres. Une compétition féminine est organisée depuis 2001. Tarja Owens s'y est imposée à cinq reprises.

## Palmarès masculin

### Élites
| Année | Vainqueur          | Deuxième          | Troisième        |
| ----- | ------------------ | ----------------- | ---------------- |
| 1991  | Robin Seymour      |                   |                  |
| 1992  | Robin Seymour (2)  |                   |                  |
| 1993  | Robin Seymour (3)  |                   |                  |
| 1994  | Robin Seymour (4)  |                   |                  |
| 1995  | Robin Seymour (5)  |                   |                  |
| 1996  | Robin Seymour (6)  |                   |                  |
| 1997  | Robin Seymour (7)  |                   |                  |
| 1998  | Robin Seymour (8)  | John Brady        |                  |
| 1999  | Robin Seymour (9)  |                   |                  |
| 2000  | Robin Seymour (10) | Alistair Martin   | Robert Lamont    |
| 2001  | Robin Seymour (11) | Don Travers       | Alistair Martin  |
| 2002  | Robin Seymour (12) | Don Travers       | Aidan McDonald   |
| 2003  | Robin Seymour (13) | Roger Aiken       | Lewis Ferguson   |
| 2004  | Roger Aiken        | Robin Seymour     | Owen Jefferies   |
| 2006  | Robin Seymour (14) | Roger Aiken       | Lewis Ferguson   |
| 2007  | Robin Seymour (15) | Roger Aiken       | Lewis Ferguson   |
| 2008  | Roger Aiken (2)    | Robin Seymour     | Joe McCall       |
| 2009  | Robin Seymour (16) | Connor McConvey   | Conor Campbell   |
| 2010  | Joe McCall         | Ryan Sherlock     | Liam McGreevy    |
| 2011  | Robin Seymour (17) | Evan Ryan         | Conor Campbell   |
| 2012  | Robin Seymour (18) | Roger Aiken       | Mathew Adair     |
| 2013  | Roger Aiken (3)    | Robin Seymour     | Connor McConvey  |
| 2014  | Roger Aiken (4)    | Robin Seymour     | Glenn Kinning    |
| 2015  | David Montgomery   | Timothy O'Regan   | Glenn Kinning    |
| 2016  | Roger Aiken (5)    | David Montgomery  | Glenn Kinning    |
| 2017  | Roger Aiken (6)    | Glenn Kinning     | Chris McGlinchey |
| 2018  | Darnell Moore      | David Conroy      | Graham Boyd      |
| 2019  | David Conroy       | David Montgomery  | Darnell Moore    |
| 2020  | David Conroy (2)   | Chris McGlinchey  | Thomas Creighton |
| 2022  | Chris McGlinchey   | Sean Nolan        | Darnell Moore    |
| 2023  | Dean Harvey        | Chris Dawson      | Darren Rafferty  |
| 2024  | Dean Harvey (2)    | Kevin McCambridge | Darnell Moore    |
| 2025  | Dean Harvey (3)    | Darnell Moore     | Travis Harkness  |

#### Multi-titrés
- 18 : Robin Seymour
- 6 : Roger Aiken
- 3 : Dean Harvey
- 2 : David Conroy

### Moins de 23 ans
- 2014 : Matthew Adair

### Juniors
- 2006 : Mark McKinley
- 2007 : Sean Downey
- 2008 : Liam McGreevy

- 2011 : Matthew Adair

- 2015 : James Curry
- 2016 : David Conroy
- 2017 : JB Murphy
- 2018 : Thomas Creighton
- 2019 : Adam McGarr
- 2020 : Darren Rafferty
- 2022 : Liam O'Brien
- 2023 : Liam O'Brien (2)
- 2024 : Conor Murphy
- 2025 : Conor Murphy (2)

#### Multi-titrés
- 2 : Liam O'Brien

## Palmarès féminin
| Année | Vainqueur           | Deuxième             | Troisième       |
| ----- | ------------------- | -------------------- | --------------- |
| 2001  | Tarja Owens         |                      |                 |
| 2002  | Tarja Owens (2)     |                      |                 |
| 2006  | Tarja Owens (3)     |                      |                 |
| 2007  | Tarja Owens (4)     | Ciara McManus        | C. Patterson    |
| 2008  | Tarja Owens (5)     | Sarah Piner-Franzoni | Heather Boyd    |
| 2009  | Francine Meehan     | Louise Harlwich      |                 |
| 2010  | Francine Meehan (2) | Cait Elliot          |                 |
| 2012  | Ciara McManus       | Claire Oakley        | Gill Smith      |
| 2013  | Francine Meehan (3) | Melanie Späth        | Susie Mitchell  |
| 2014  | Francine Meehan (4) | Melanie Späth        | Maeve O'Grady   |
| 2015  | Francine Meehan (5) | Maria Larkin         | Claire Oakley   |
| 2016  | Beth McCluskey      | Maeve O'Grady        | Maria Larkin    |
| 2017  | Beth McCluskey (2)  | Maria Larkin         | Fiona Meade     |
| 2018  | Lara Gillespie      | Michelle Geoghegan   | Maeve Morrogh   |
| 2019  | Lara Gillespie (2)  | Maria Larkin         | Lucy O'Donnell  |
| 2020  | Maria Larkin        | Michelle Geoghegan   | Lucy O'Donnell  |
| 2022  | Maria Larkin (2)    | Darcey Harkness      | Roisin Lally    |
| 2023  | Maria Larkin (3)    | Hannah McClorey      | Stephanie Roche |
| 2024  | Aliyah Rafferty     | Greta Lawless        | Caoimhe May     |
| 2025  | Esther Wong         | Greta Lawless        | Hannah McClorey |

### Multi-titrés
- 5 : Tarja Owens et Francine Meehan
- 3 : Maria Larkin
- 2 : Beth McCluskey et Lara Gillespie

## Sources
- Palmarès sur offroadcyclingireland.ie
- Palmarès masculin sur cyclebase.nl
- Palmarès féminin sur cyclebase.nl
- Siteducyclisme.net